# Сеженские Выселки
Сеженские Выселки — деревня в городском округе город Тула Тульской области в составе Пролетарского территориального округа.

## География
Находится в центральной части Тульской области у восточной окраины города Тула.

## История
В 1926 здесь было учтено 39 дворов, в конце 1930-х годов — 30. До 2014 года входила в Шатское сельское поселение Ленинского района до их упразднения.

## Население
Постоянное население составляло 194 человека (1926 год), 92 (русские 93 %) в 2002 году, 86 в 2010.